# Mikuláš Antonín Pálffy
Mikuláš Antonín 4. kníže Pálffy z Erdődu (uváděn též jako Mikuláš XIII. Pálffy, německy Nikolaus Anton Maria Fürst Pálffy ab Erdöd, maďarsky Erdödi herceg Pálffy Miklós, 11. listopadu 1861 Malacky – 6. března 1935 Vídeň) byl uherský šlechtic, rakousko-uherský politik a dvořan. Pocházel z rodu Pálffyů, v osmnácti letech se stal dědicem knížecího titulu a rozsáhlého majetku v Uhrách a Rakousku. Po krátké službě v rakousko-uherské armádě se jako člen Sněmovny magnátů zapojil aktivně do politiky, později zastával čestné funkce a nakonec byl v letech 1917–1918 nejvyšším štolbou u císařského dvora. Původně trvale sídlil ve svém rodišti na zámku Malacky, kde patřil k vlivným osobnostem veřejného života, po roce 1918 přesídlil na zámek Marchegg v Rakousku. Byl rytířem Řádu zlatého rouna.

## Životopis

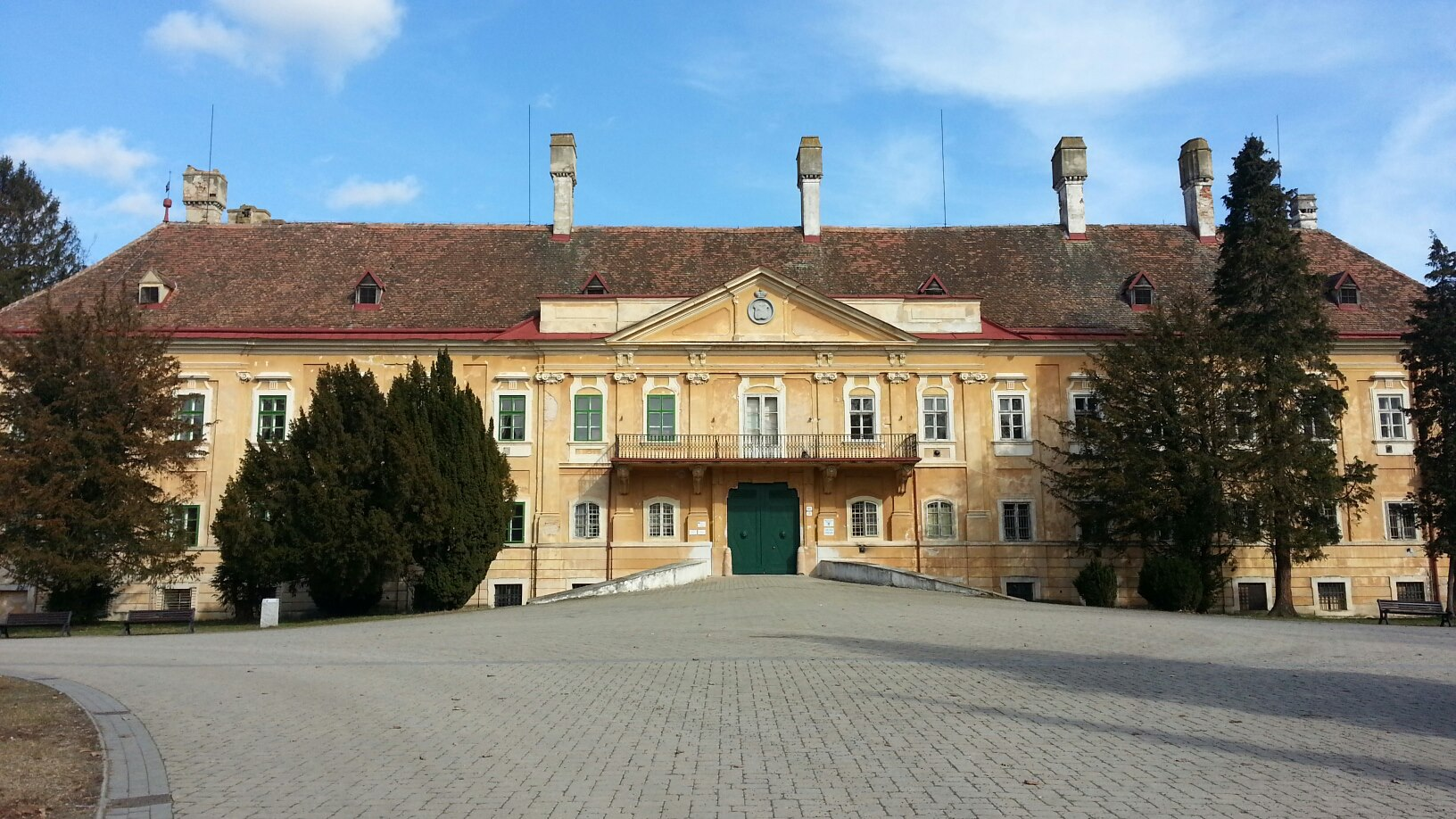
Zámek Malacky

Pocházel ze šlechtického rodu Pálffyů, patřil k linii, která od roku 1807 užívala rakouský knížecí titul. Narodil se na zámku Malacky jako starší syn hraběte Pavla Pálffyho (1827–1866) a jeho manželky Geraldiny, rozené hraběnky Károlyiové (1836–1915). První vzdělání získal pod dohledem františkánského kněze v Malackách, poté studoval ve Vídni a jako předurčený dědic knížecího titulu byl již ve čtrnácti letech zvolen předsedou dobrovolného sboru hasičů v Malackách. Titul knížete spolu s rozsáhlým rodovým majetkem zdědil v roce 1879 po prastrýci Antonínovi (1793–1879).  
Sloužil v rakousko-uherské armádě a v roce 1883 byl povýšen na nadporučíka jezdectva, krátce poté odešel do zálohy a později mimo aktivní službu byl povýšen na majora u uherské zeměbrany. V roce 1885 byl jmenován c. k. komořím a jako dědičný člen zasedal ve Sněmovně magnátů, kde se zúčastnil práce v legislativním výboru. V 1902 byl jmenován c. k. tajným radou a začal zastávat čestné hodnosti v Uherském království. V letech 1910–1917 byl nejvyšším maršálkem Uherského království, v této funkci do jeho kompetencí spadala péče o královský palác v Budapešti a zámek Gödöllő.  
V roce 1916 byl účastníkem korunovace Karla I. uherským králem, kam jej doprovázela také delegace z rodných Malacek. Nakonec v letech 1917–1918 zastával úřad nejvyššího štolby císařského dvora. V době monarchie pobýval často na zámku v Malackách, patřil k významným osobnostem společenského života a mecenášům umění, po roce 1918 přesídlil na nedaleký zámek Marchegg a žil v soukromí. 
Zemřel ve Vídni 6. března 1935 ve věku 73 let, pohřben byl v rodovém mauzoleu v Marcheggu, jeho hrob byl vyrabován v závěru druhé světové války v roce 1945.

### Tituly a ocenění
Od roku 1879 byl nositelem knížecího titulu s nárokem na oslovení Jasnost, jako uživatel funkce c. k. tajného rady mu zároveň příslušelo označení Excelence. V roce 1900 obdržel prestižní Řád zlatého rouna Dále byl nositelem velkokříže Leopoldova řádu a Vojenské záslužné medaile. Vzhledem ke svému působení u dvora obdržel také několik vyznamenání od zahraničních panovníků, byl nositelem velkokříže španělského Řádu Karla III., pruského Řádu červené orlice a Královského hohenzollernského domácího řádu, bulharského Řádu sv. Alexandra, černohorského Řádu knížete Danila a nositelem ruského Řádu sv. Anny I. třídy. Kromě toho byl uživatelem čestných hodností kapitána Prešpurského hradu a prešpurského župana, které náležely dědičně všem členům rodu Pálffyů od 17. století.

## Majetek a rodina
Jako představitel knížecí linie Pálffyů patřil k velkým pozemkovým vlastníkům v Rakousku-Uhersku, v Uhrách a Dolním Rakousku mu patřilo 57 800 hektarů půdy. Z toho největší podíl o rozloze 42 000 hektarů půdy připadal na Prešpurskou župu se zámky Malacky a Stupava. V Uhrách mu další menší statky patřily v oblasti Komárna a Ostřihomi. V Dolním Rakousku vlastnil velkostatek Heidenreichstein se starobylým vodním hradem a pozemky o rozloze přes 5 000 hektarů půdy. Dalším rakouským velkostatkem byl Marchegg s pozemky o rozsahu přes 2 200 hektarů půdy (Marchegg byl přes hranici Uher a Rakouska v podstatě v sousedství jeho majetků na Slovensku v Malackách a Stupavě). Vlastnil také nemovitosti v Budapešti, Bratislavě a Vídni. Po rozpadu monarchie a vzniku nástupnických států zasáhla do rozsahu jeho majetku československá pozemková reforma. Zámek Malacky zabral v roce 1924 stát pro potřeby československé armády, později byl Mikuláši Pálffymu vrácen, ale ten postupně přesídlil na zámek Marchegg, kam také z Malacek nechal přemístit mobiliář. Zámek v Malackách se stal na konci 20. let předmětem tzv. Pálffyho aféry, při které byl učiněn pokus uplatit vojenskou správu a prodat pozemky u zámku státu za nevýhodnou cenu. Armáda totiž zamýšlela zřídit v Malackách na Pálffyho pozemcích střelnici. Protože Mikuláš Pálffy neměl potomstvo, malacký zámek nakonec krátce před smrtí přenechal řádu františkánů (1934), který zde zřídil internát.
V roce 1885 se v Budapešti oženil s hraběnkou Markétou (Margit) Zichyovou z Vaszonykeő (1857–1925), která byla c. k. palácovou dámou a dámou Řádu hvězdového kříže. Manželství zůstalo bez potomstva, knížecí titul a majetek zdědil Mikulášův bratranec Ladislav (László) (1867–1947). 
Mikulášův mladší bratr Alexandr (Sándor) (1865–1921) vystudoval práva a působil ve službách rakousko-uherského ministerstva zahraničí, na nižších diplomatických postech pobýval v Istanbulu, Londýně a Paříži, později se věnoval charitě, zemřel svobodný a bezdětný ve Vídni.